# Pierre I Ballard
Pour les articles homonymes, voir Pierre Ballard et Ballard.
Pierre I Ballard, né à Paris vers 1580 et mort à Paris en 1639, est un imprimeur-libraire en musique actif à Paris, rue Saint-Jean de Beauvais, à l'enseigne du Mont-Parnasse. Il a la charge de « seul imprimeur du Roy pour la Musique ».

## Biographie
De 1599 à 1606, Pierre I est associé à sa mère Lucrèce Dugué, veuve de Robert I Ballard, dans la gestion de l'imprimerie en musique créé par son père Robert I et son cousin et associé Adrian Le Roy (voir Adrian Le Roy et Robert Ballard). Ils éditent sous l'adresse "Veuve Robert Ballard et son fils Pierre Ballard". 
Pierre I Ballard se marie en août 1605 avec Sansonne Coulon, puis se remarie en avril 1625 avec Anne Guyot. Ce n'est qu'en 1606 que Pierre I travaille en son nom propre (Lucrèce ne meurt qu'en 1615). En juin 1607 il rachète à sa mère tout le stock et tout le matériel de l'imprimerie, qu'il paye par traites jusqu'en juillet 1610.
Pierre I meurt en octobre 1639 (convoi à Saint-Étienne du Mont le 4 octobre), laissant son atelier à égalité de parts entre son fils Robert III Ballard, issu de son premier mariage, et sa seconde femme Anne Guyot. La charge de seul imprimeur du roi pour la musique est cependant réservée à Robert III. Les inventaires de ses biens, du stock de la librairie et du matériel de l'atelier sont dressés entre le 24 octobre et le 1er décembre, seul celui de ses biens a été retrouvé. Les deux autres se montaient à environ 15.900 lt.

## Production

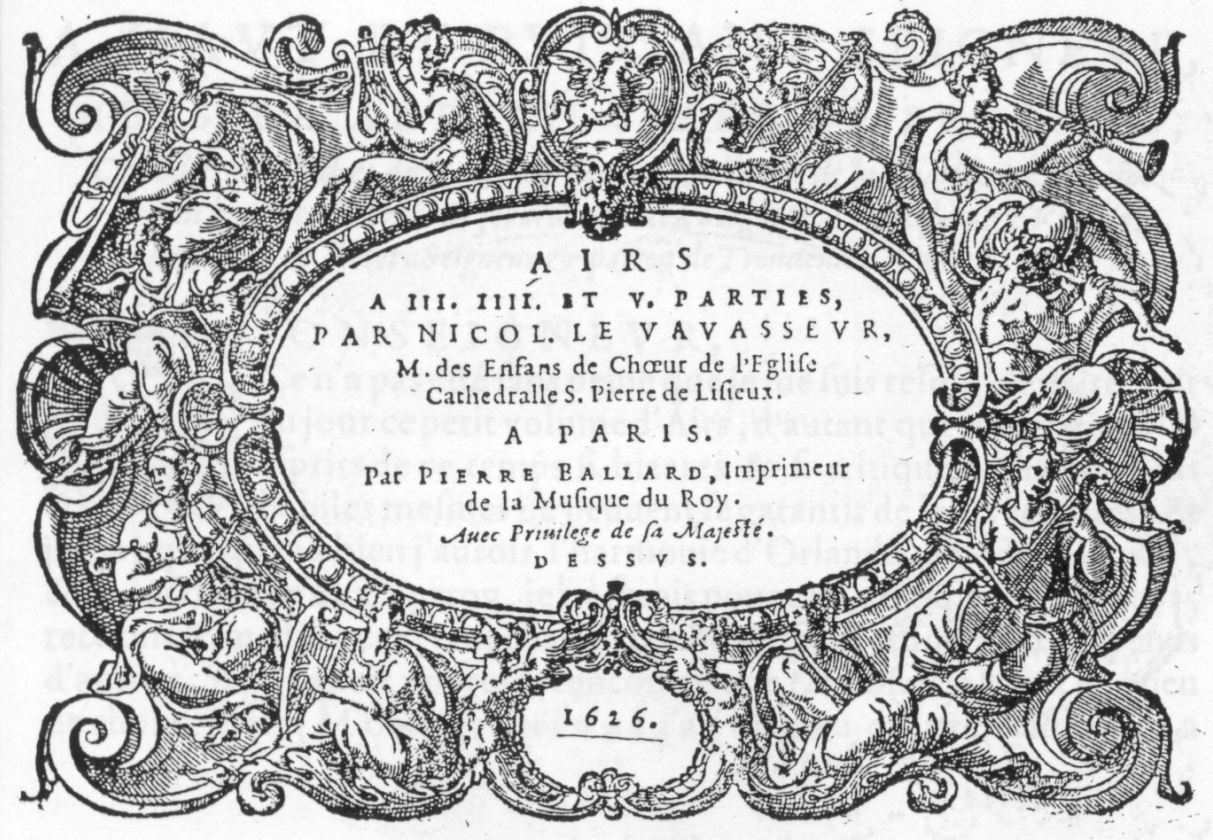
Page de titre des Airs de Nicolas Levavasseur en 1626 : un exemple typique de livre d'airs, avec l'encadrement ovale oblong au mont Parnasse (Ulm Stadtbibliothek).

Dès 1607 les nouvelles directions qu'il entend donner à la production se font voir. Il relance tout d'abord la collection des messes interrompue depuis 20 ans (avec au début des messes d'Orlande de Lassus, Claude Le Jeune ou Jean de Bournonville) ; il continue la publication des œuvres de Claude Le Jeune, commencée en 1601 et qui dure jusqu'en 1613, et lance de celles d'Eustache Du Caurroy en 1609 et 1610.
Il fait place rapidement à des auteurs plus jeunes, qui défendent le style majeur de l'air de cour. Une collection d'airs à 4 voix comprend trois volumes parus en 1606, 1610 et 1613, suivie par des livres similaires de Pierre Guédron, Étienne Moulinié, Antoine Boësset et divers autres auteurs moins connus, tels Jean Boyer ou François de Chancy. En 1608 il confie au luthiste Gabriel Bataille l'édition d'une grande collection d'airs pour voix et luth (qui connaîtra 6 livres jusqu'en 1615, réédités pour certains, et que d'autres éditeurs pourront prolonger jusqu'en 1643) ; il lance aussi en 1615 une collection d'airs de cour à une voix qui se poursuit jusqu'en 1628 (8 livres). En 1627 enfin il lance une collection de Chansons pour danser et pour boire qui durera jusqu'en 1669. En revanche, les livres de musique sacrée (principalement des motets et des magnificats) sont plus rares (de Charles d'Ambleville, Jean Bournonville et Nicolas Formé, notamment).
La musique instrumentale est représentée par les œuvres de son frère le luthiste Robert II Ballard, en 1612 et 1614, par les pièces pour guitare de Luis Briceño ou pour mandore de François de Chancy, auxquelles s'ajoutent les fantaisies instrumentales de Charles Guillet ou d'Eustache Du Caurroy.
Son atelier est presque fermé aux musiciens étrangers (hormis Briceño, qui passait à Paris à l'époque, et Charles Tessier) ; les autres sont pour beaucoup des musiciens de la cour de France ou de Lorraine.

### Musiciens, poètes et librettistes publiés avec au moins un volume à leur nom
Charles d'Ambleville - Jacques Arcadelt - Artus Aux-Cousteaux - Robert II Ballard - Gabriel Bataille - Abraham Blondet - Antoine Boësset - Guillaume Boni - Pierre Bonnet - René Bordier - François Bourgoing (chantre) - Jean de Bournonville - Jean Boyer - Luis de Briceño - Denis Caignet - Jean de Castro - Pierre Cerveau - François de Chancy - Nicolas Chastelet - Pierre Cléreau - Claude Coffin - Charles de Courbes - Florent Des-François - Philippe Desportes - Eustache Du Caurroy - Étienne Durand - Hugues de Fontenay - Nicolas Formé - Antoine Francisque - Giovanni Giacomo Gastoldi - Pierre Guédron - Charles Guillet - Irénée d'Eu - Orlande de Lassus - Rudolph Lassus - Pierre Lauverjat - Jacques Lefèvre - Claude Le Jeune - Nicolas Levavasseur - Denis Macé - Pierre Matthieu - Louis Mauduit - Marin Mersenne - Nicolas Métru - Guillaume Michel - Étienne Moulinié - Antoine Parran - Guy du Faur de Pibrac - François Richard - Louis de Rigaud, sieur de Fonlidon - Pierre de Ronsard - André de Rosiers - Nicolas Signac - Charles Tessier - Jehan Titelouze.
À ces musiciens s'ajoutent de nombreux autres, qui n'apparaissent que dans les recueils collectifs.

## Matériel typographique

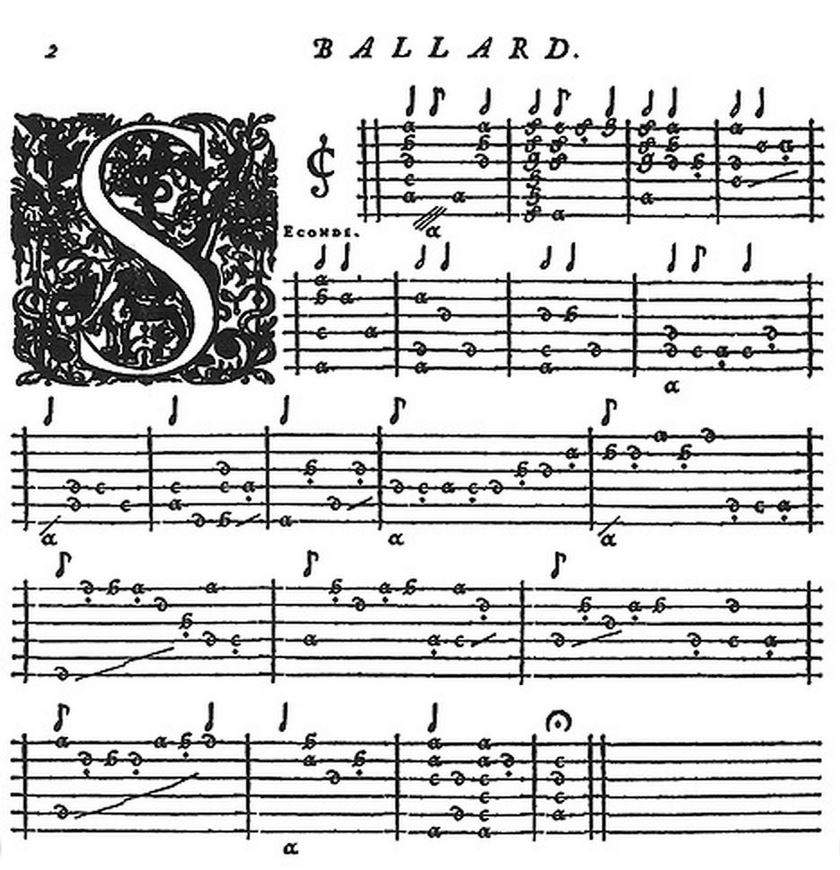
Un exemple d'utilisation de la tablature de luth "en règle" de Pierre I Ballard, vers 1612.

Sous Pierre I, le matériel de l'atelier se renouvelle peu par rapport à celui de ses prédécesseurs : il dispose déjà du matériel de son père, dont il utilise :
- une "grosse musique" taillée en 1555 par Guillaume I Le Bé et le gros plain-chant correspondant (5 lignes = 14,7 mm) ;
- une tablature française de luth "en espace" taillée par Robert Granjon vers 1558 (5 lignes à 14,5 à 15 mm) ;
- une "moyenne musique" taillée en Allemagne et le moyen plain-chant correspondant (5 lignes = 10,5 mm) ;
- une "moyenne musique" en ove taillée par Guillaume Le Bé vers 1559, de même module ;
- une "petite musique" taillée avant et le plain-chant correspondant (5 lignes = 7,5 mm).

Pierre I se dote seulement, en sus, d'une nouvelle "moyenne musique" vers 1600 de même module que la première et, en 1612, d'une nouvelle tablature de luth "en règle" (5 lignes = 15,0 mm).
En matière d'ornementation, Pierre I se dote de cinq nouveaux encadrements de formats in-8° ou in-4°, droits ou oblongs, mais là encore le gros de son matériel provient de son père, de même que la totalité de ses marques typographiques.

## Charges et privilèges
Comme son père, Pierre I Ballard est régulièrement confirmé dans sa charge d'imprimeur du Roi pour la musique : il avait reçu des lettres patentes en 1598 pour sa mère et lui ; celles-ci sont renouvelées en 1605, puis en son nom propre en 1607, 1611, 1623, 1627, 1629, 1633 et 1637. Comme souvent à cette époque, elles combinent la permission d'imprimer, la défense de copier ses impressions et les peines encourues. De plus, Pierre I acquiert avant 1621 une charge de commissaire ordinaire de l'artillerie de France, sur l'exercice de laquelle on n'a pas de renseignement.
Sa charge de seul imprimeur du roi pour la musique et l'extinction progressive de l'édition musicale dans les provinces françaises jusqu'en 1615 le placent dans une situation de quasi-monopole ; il n'hésite cependant pas à intimider les imprimeurs qui veulent lui faire concurrence, tels Jacques I et Jacques II Sanlecque. Ces tentatives seront l'occasion de deux procès, l'un en 1633 avec le musicien Nicolas Métru et l'autre vers 1638-1641 avec Jacques II Sanlecque. Certains témoignages, et parmi eux la correspondance de Marin Mersenne, montrent qu'il était très lent à exécuter les commandes que d'autres imprimeurs, désireux d'inclure quelques pages de musique dans leurs ouvrages, pouvaient lui passer.